# Млини (Західнопоморське воєводство)
Млини (пол. Młyny) — село в Польщі, у гміні Пижиці Пижицького повіту Західнопоморського воєводства.
Населення — 121 особа (2011).
У 1975-1998 роках село належало до Щецинського воєводства.

## Демографія
Демографічна структура станом на 31 березня 2011 року:
|          | Загалом | Допрацездатний вік | Працездатний вік | Постпрацездатний вік |
| -------- | ------- | ------------------ | ---------------- | -------------------- |
| Чоловіки | 58      | 11                 | 43               | 4                    |
| Жінки    | 63      | 18                 | 34               | 11                   |
| Разом    | 121     | 29                 | 77               | 15                   |